# Johann Jakob Stevens von Steinfels

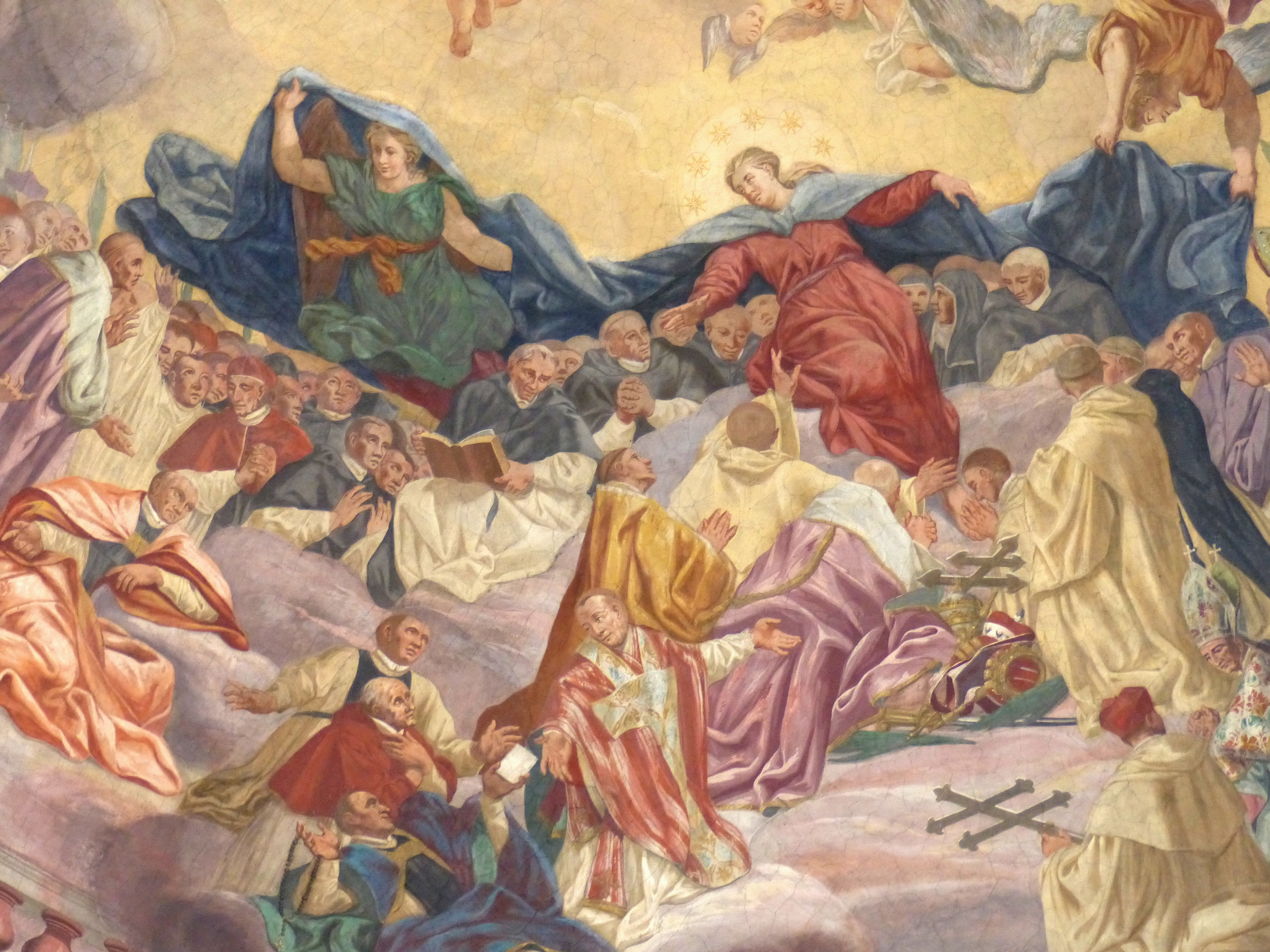
Kuppelfresko in der Stiftsbasilika Waldsassen

Johann Jakob Stevens von Steinfels (tschechisch: Jan Jakub Stevens Steinfels, auch: Steevens; * vor 17. Januar 1651 in Prag; † vor 4. November 1730 ebenda) war ein böhmischer Barockmaler.

## Leben
Johann Jakob entstammte der niederländischen Malerfamilie Stevens. Sein Großvater Pieter Stevens wurde 1594 zum Hofmaler des Kaisers Rudolf II. in Prag ernannt. Sein Vater Anton Stevens wurde 1643 mit dem Prädikat von Steinfels in den Adelsstand erhoben.
Johann Jakob ist seit 1688 als Freskenmaler bekannt. Zuvor hielt er sich vermutlich in Italien auf, wo er durch Werke von Pietro da Cortona und Giovanni Lanfranco inspiriert worden sein soll. Die meisten Werke schuf er in den 1690er-Jahren. Seine späteren Werke waren qualitativ nicht mehr so hochwertig. Gegen Ende seines Lebens malte er nicht mehr. Seit 1725 lebte er als vermögender Ratsherr in seinem Haus in Prag.

## Werke
- Prag-Bubeneč: Schloss Královská obora (1689)
- Kloster Waldsassen: Wandmalereien (1695–97)
- Kloster Heiliger Berg: Fresken der Prager Kapelle (1696)
- Kloster Sedlitz: Fresken in der Kuppel der Klosterkirche (1705)
- Klosters Ossegg: Deckenfresko Die Ausgießung des Heiligen Geistes in der Klosterkirche (1713 bis 1714)
- Stift Breunau: Deckengemälde der Klosterkirche (1719–21)
- Residenzschloss Ludwigsburg: Gemälde mit Szenen aus der Mythologie